# 톰 혼
《톰 혼》(영어: Tom Horn)은 미국에서 제작된 윌리엄 와이어드 감독의 1980년 서부 영화이다. 스티브 매퀸, 린다 에번스, 리처드 판즈워스 등이 출연하였고 프레드 와인트라우브 등이 제작에 참여하였다.

## 출연
- 스티브 매퀸
- 린다 에번스
- 리처드 판즈워스
- 빌리 그린 부시
- 슬림 피컨스
- 엘리샤 쿡 주니어
- 로이 젠슨
- 제임스 클라인
- 제프리 루이스
- 해리 노섭
- 빌 서먼
- 미키 존스
- 멜 노백

## 기타 제작진
- 협력 제작: 마이클 I. 래크밀, 샌드라 와인트라우브
- 배역: 샐리 데니슨